# Trente-neuvième circonscription de la Seine
La Trente-neuvième circonscription de la Seine est l'une des neuf circonscriptions législatives que compte le département français de la Seine, situé en région Île-de-France.

## Description géographique
La Trente-neuvième circonscription de la Seine était composée de :
- canton de Saint-Ouen
- commune de Pierrefitte-sur-Seine
- commune de Villeneuve-la-Garenne
- commune de Villetaneuse

(Source : Journal Officiel du 14-15 Octobre 1958)

## Description historique et politique

### Historique des députations
| Législature | Début de mandat | Fin de mandat  | Député              | Parti politique | Observations                                                                             |
| ----------- | --------------- | -------------- | ------------------- | --------------- | ---------------------------------------------------------------------------------------- |
| Ire         | 9 décembre 1958 | 9 octobre 1962 | Jean-Charles Privet | SFIO            | Mandat écourté à la suite d'une dissolution parlementaire décidée par Charles de Gaulle. |
| IIe         | 6 décembre 1962 | 2 avril 1967   | Étienne Fajon       | PCF             |                                                                                          |

## Historique des élections

### Élections de 1958[1]
| Candidat       | Candidat                | Parti          | Premier tour | Premier tour | Second tour | Second tour |  |
| Candidat       | Candidat                | Parti          | Voix         | %            | Voix        | %           |  |
| -------------- | ----------------------- | -------------- | ------------ | ------------ | ----------- | ----------- |  |
|                | Étienne Fajon           | PCF            | 22 387       | 44,6         | 24 451      | 49,51       |  |
|                | Jean-Charles Privet élu | SFIO           | 7 218        | 14,38        | 24 932      | 50,49       |  |
|                | Robert Parenty          | CNIP           | 6 536        | 13,01        | Retrait     | Retrait     |  |
|                | Robert Rousseau         | UNR            | 5 715        | 11,38        | Retrait     | Retrait     |  |
|                | Jean Pourcel            | Modérés        | 3 963        | 7,89         | Retrait     | Retrait     |  |
|                | André Zentz             | Modérés        | 3 626        | 7,22         | Retrait     | Retrait     |  |
|                | Louis Vennetier         | UFF            | 788          | 1,57         |             |             |  |
|                |                         |                |              |              |             |             |  |
| Inscrits       | Inscrits                | Inscrits       | 62 874       | 100,00       | 62 904      | 100,00      |  |
| Abstentions    | Abstentions             | Abstentions    | 11 506       | 18,3         | 12 191      | 19,38       |  |
| Votants        | Votants                 | Votants        | 51 368       | 81,7         | 50 713      | 80,62       |  |
| Blancs et nuls | Blancs et nuls          | Blancs et nuls | 1 135        | 2,21         | 1 330       | 2,62        |  |
| Exprimés       | Exprimés                | Exprimés       | 50 233       | 97,79        | 49 383      | 97,38       |  |

Le suppléant de Jean-Charles Privet était Fernand Beynier, instituteur à Saint-Ouen.

### Élections de 1962[1]
|                | Étienne Fajon élu           | PCF            | 26 948 | 54,67  |  |  |  |
|                | Robert Rousseau             | UNR-UDT        | 11 876 | 24,09  |  |  |  |
|                | Jean-Charles Privet sortant | SFIO           | 6 059  | 12,29  |  |  |  |
|                | Robert Parenty              | CNIP           | 4 412  | 8,95   |  |  |  |
|                |                             |                |        |        |  |  |  |
| Inscrits       | Inscrits                    | Inscrits       | 66 795 | 100,00 |  |  |  |
| Abstentions    | Abstentions                 | Abstentions    | 16 484 | 24,68  |  |  |  |
| Votants        | Votants                     | Votants        | 50 311 | 75,32  |  |  |  |
| Blancs et nuls | Blancs et nuls              | Blancs et nuls | 1 016  | 2,02   |  |  |  |
| Exprimés       | Exprimés                    | Exprimés       | 49 295 | 97,98  |  |  |  |

Le suppléant d'Étienne Fajon était Fernand Lefort, métreur, conseiller général, maire de Saint-Ouen.